# لورنس كانلان
لورنس كانلان (بالإنجليزية: Laurence Kinlan)‏ هو ممثل أيرلندي، ولد في 3 فبراير 1983 بدبلن في جمهورية أيرلندا.

## وصلات خارجية
- لورنس كانلان على موقع IMDb (الإنجليزية)
- لورنس كانلان على موقع قاعدة بيانات الفيلم (الإنجليزية)